# 野村正育
野村正育（1962年2月10日—），日本電視節目主持人，出生於滋賀縣草津市；畢業於京都大學。1986年到任NHK。

## 現在擔任節目
- 《熱烈發報!福岡現場》（熱烈発信!福岡NOW）

## 播報及主持節目經歷
- 《BS NEWS 50》（BSニュース50）
- 《BS NEWS WIDE 2150》（BSニュースワイド21:50）
- 《PRIME TIME NEWS》（プライムタイムニュース）
- 《早安日本》（NHKニュースおはよう日本）
- 《關西 NEWS PARTY》（ニュースパーク関西）
- 《HOT LIFE MORNING》（生活ほっとモーニング）
- 《新周末美術館》（新日曜美術館）
- 《NHK7點新聞》（NHKニュース7）
- 《NHK八點四十五分新聞》（NHKニュース (午後8時45分)）

## 外部連結
- http://cgi4.nhk.or.jp/a-room/search/detail.cgi?id=381 （页面存档备份，存于）